# Andryala glandulosa
Andryala glandulosa é uma espécie de planta com flor pertencente à família Asteraceae. 
A autoridade científica da espécie é Lam., tendo sido publicada em Encycl. (J. Lamarck & al.) 1(1): 154. 1783.

## Portugal
Trata-se de uma espécie presente no território português, nomeadamente os seguintes táxones infraespecíficos:
- Andryala glandulosa subsp. glandulosa - presente no Arquipélago da Madeira. Em termos de naturalidade é nativa da região atrás referida. Não se encontra protegida por legislação portuguesa ou da Comunidade Europeia.
- Andryala glandulosa subsp. cheirantifolia - presente no Arquipélago da Madeira. Em termos de naturalidade é endémica da região Macaronésia. Não se encontra protegida por legislação portuguesa ou da Comunidade Europeia.